# Белорусско-филиппинские отношения
Белорусско-филиппинские отношения — двусторонние дипломатические отношения между Беларусью и Филиппинами. Отношения были установлены 22 мая 1996 года.

## История отношений
Отношения между странами были установлены 22 мая 1996 года.
22 мая 2016 года министр иностранных дел Республики Беларусь Владимир Макей и министр иностранных дел Филиппин Хосе Рене Альмендрас обменялись поздравительными посланиями по случаю 20-летия установления дипломатических отношений между странами.
21 сентября 2023 года министр иностранных дел Республики Беларусь Сергей Алейник и министр иностранных дел Филиппин Энрике Манало подписали в Нью-Йорке меморандум о взаимопонимании.
15 мая 2024 года посол Беларуси в Индонезии и по совместительству на Филиппинах Роман Романовский вручил верительные грамоты президенту Филиппин Бонгбонгу Маркосу.

## Дипломатические миссии
- У Беларуси есть аккредитованное посольство в Джакарте[8][9], Индонезия, и консульста в Давао[10] и Маниле[11]
- У Филиппин есть аккредитованное посольство в Москве[12], Россия, и консульство в Минске[13]